# Halipteris californica
Halipteris californica är en korallart som först beskrevs av Moroff 1902.  Halipteris californica ingår i släktet Halipteris och familjen Halipteridae. Inga underarter finns listade i Catalogue of Life.